# اندینه گایانو
اندینه گایانو (به ایتالیایی: Endine Gaiano) یک کومونه در ایتالیا است که در استان برگامو واقع شده‌است. اندینه گایانو ۲۰٫۹ کیلومتر مربع مساحت و ۳٬۲۵۷ نفر جمعیت دارد و ۴۰۰ متر بالاتر از سطح دریا واقع شده‌است.